# Personaggi di Marmalade Boy - Piccoli problemi di cuore

I protagonisti, Miki e Yū, di Marmalade Boy - Piccoli problemi di cuore

Lista dei personaggi del manga e dell'anime di Marmalade Boy - Piccoli problemi di cuore.

## Personaggi principali
Miki Koishikawa (小石川 光希?, Koishikawa Miki, in Italia solo Miki)
Doppiata da: Mariko Kouda (ed. giapponese), Elisabetta Spinelli (ed. italiana)
È una ragazza di 16 anni allegra, vivace e molto istintiva, tuttavia incapace di nascondere le proprie emozioni. Frequenta la scuola superiore Toryo, gioca nella squadra di tennis, sport di cui è molto appassionata, e inizialmente lavora part-time nella gelateria Bobson's, successivamente nel negozio di arredamento di Rei e Akira Mizutani. La sua migliore amica è Meiko, alla quale confida ogni suo pensiero attraverso un diario in comune. Quando frequentava le scuole medie era follemente innamorata di Ginta, ma ricevette un rifiuto, restando comunque sua amica. Dopo che i genitori ritornano dalle vacanze alle Hawaii, la ragazza è molto contraria al loro divorzio, ma alla fine accetta ed è così che conosce Yū, figlio dell'altra coppia con cui i Koishikawa si scambiano partner. Dopo un'iniziale antipatia nei suoi confronti, Miki comincia ad entrare in crisi, innamorandosene; i due, più tardi, si dichiarano a vicenda, e, dopo aver affrontato vari ostacoli, il loro amore trionfa. In little, ambientato 13 anni dopo, convive con Yū, ma i due non sono ancora sposati e non hanno figli, poiché sempre impegnati con il lavoro; in un secondo momento si sposano e, grazie all'aiuto di Suzu e Kei, organizzano una cerimonia con tutti gli amici e parenti. I due avranno poi due bambini, Fū e Kokona.
Yū Matsuura (松浦 遊?, Matsuura Yū, in Italia Yuri)
Doppiato da: Ryōtarō Okiayu (ed. giapponese), Simone D'Andrea (ed. italiana)
È un ragazzo tranquillo ed introverso, riesce ad essere se stesso solamente con pochissime persone. Quando apprende la decisione dei suoi genitori sul divorzio non si scompone, al contrario di Miki. Trasferitosi alla Toryo, non frequenta nessuna attività extra-scolastica, e lavora part-time nel negozio di abbigliamento di Kijima. È molto popolare tra le studentesse. Intelligente e bravo in tutti gli sport, ha una grandissima passione per l'architettura, che lo porta a girare il Giappone e ad andare negli Stati Uniti a studiare alla St. Andrews. S'innamora fin dal primo incontro di Miki, ma glielo rivela solamente più tardi, chiedendole di tenere nascosta la loro relazione ai quattro genitori. Per dimostrarle affetto, si diverte a punzecchiare quest'ultima, che lo soprannomina Marmalade Boy, perché simile alla marmellata di arance che dietro l'aspetto dolce nasconde un retrogusto amaro. Il suo carattere è l'opposto di quello di Miki, infatti è molto difficile capire i suoi sentimenti; al contrario, è questo ciò che Yū ama della sua fidanzata. Nel corso della serie, il ragazzo è deciso a scoprire chi sia il vero padre: per questo diventa molto amico di Satoshi, credendo che il padre di lui, Yoshimitsu Miwa, sia anche il suo, ma questi nega sostenendo di non aver mai avuto rapporti con la madre, nonostante provasse qualcosa per lei; successivamente, sfogliando l'album di quando i genitori frequentavano l'università, crede che il suo vero padre sia lo stesso di Miki, e questo li porterebbe ad essere fratelli da un lato. Tuttavia si tratta tutto di un equivoco, i due non hanno alcun legame di sangue e possono vivere felicemente la loro storia d'amore. In little, ambientato 13 anni dopo, convive con Miki, ma i due non sono ancora sposati e non hanno figli, poiché sempre impegnati con il lavoro; in un secondo momento si sposano e, grazie all'aiuto di Suzu e Kei, organizzano una cerimonia con tutti gli amici e parenti. I due avranno poi due bambini, Fū e Kokona. Gestisce uno studio di architettura insieme a Satoshi.

## Personaggi secondari
Ginta Suō (須王 銀太?, Suō Ginta, in Italia Ghinta)
Doppiato da: Jun'ichi Kanemaru (ed. giapponese), Patrizio Prata (ed. italiana)
È un ragazzo molto vivace ed estroverso, l'esatto opposto di Yū. Spesso combina guai, a cui però rimedia, e ha un carattere da "testa calda", che però nasconde un lato molto dolce. È un membro della squadra maschile di tennis alla Toryo. È da sempre innamorato di Miki, ma a causa di un malinteso alle medie, i due si erano allontanati; successivamente riallacciarono i rapporti, e tornarono ad essere buoni amici, ma con l'arrivo di Yū che manda in confusione Miki, Ginta le confessa il suo amore, tuttavia non più ricambiato. Per attirare le attenzioni della ragazza e farla così ingelosire, si mette d'accordo con Arimi, ma il piano fallisce quando le racconta tutto. La delusione amorosa per Miki lo porta ad avvicinarsi proprio ad Arimi, anche lei nella sua stessa situazione per Yū che non riesce a dimenticare. I due capiscono, però, di essersi innamorati tra loro e si dichiarano. In little, ambientato 13 anni dopo, fa l'insegnante alla Toryo e allena la squadra di tennis in cui giocano Rikka e Saku. Dopo la laurea, ha sposato Arimi da cui voleva subito un figlio, ma lei è dovuta partire subito dopo a Londra per lavoro, restando via per tre anni. Temendo che Ginta non l'avrebbe aspettata, gli invia i fogli per il divorzio, ma questi fraintende, credendo lo voglia lasciare, e il rapporto tra i due si raffredda; tornata in Giappone, Arimi capisce che i sentimenti di Ginta verso di lei non sono affatto cambiati e i due riprendono felicemente il loro matrimonio.
Meiko Akizuki (秋月 茗子?, Akizuki Meiko, in Italia Meri)
Doppiata da: Wakana Yamazaki (ed. giapponese), Emanuela Pacotto (ed. italiana)
È la migliore amica di Miki sin dalle medie, molto matura ed estremamente gentile e disponibile. Ha alle spalle una difficile situazione familiare: il padre è molto ricco, e la madre l'ha sposato unicamente per danaro, ed infatti hanno entrambi un amante. Frequenta la Toryo e fa parte del club di letteratura; raramente parla di sé e questo fa soffrire Miki, che innocentemente crede di essere solo un peso per l'amica. È follemente innamorata di un suo professore, Shin'ichi Namura, ma la relazione tra professore e alunno non è ammessa e, dopo uno dei tanti violenti litigi familiari, in cui la ragazza scappa a casa del professore per trovare conforto, un genitore di un alunno del liceo, vedendola entrare nell'abitazione, denuncia l'accaduto al preside. Meiko viene così sospesa per alcuni giorni, mentre Namura dà le dimissioni e si trasferisce ad Hiroshima per lavorare nell'azienda immobiliare di famiglia, e lasciare libera la ragazza di vivere la sua vita senza di lui. Per cercare di dimenticarlo, per un breve periodo diventa la ragazza di Satoshi, il quale la spinge a scrivere un romanzo e realizzare il suo sogno di diventare una scrittrice. Dopo vari ostacoli, tra cui la non approvazione dei genitori di lei, lei e Namura si sposano felicemente. In little, ambientato 13 anni dopo, vive con Namura a Hiroshima, con il quale ha avuto un figlio, Aoi. Lavora come scrittrice, e i rapporti con i genitori sembrano migliorati rispetto al passato.
Arimi Suzuki (鈴木 亜梨実?, Suzuki Arimi, in Italia solo Arimi)
Doppiata da: Aya Hisakawa (ed. giapponese), Alessandra Karpoff (ep. 1-42) / Cinzia Massironi (ep. 50-63) (ed. italiana)
È una ragazza molto curata e raffinata, che non fatica a trovare ammiratori e avere un fan club, è stata in passato la fidanzata di Yū: in realtà, lui non è mai stato particolarmente attratto da lei, ma Arimi lo pregò di provare a stare insieme per almeno tre mesi; tuttavia tra i due non funzionò, e lui la lasciò. Nonostante questo, lei ama ancora il ragazzo e, almeno inizialmente, tenta in ogni modo di mettere i bastoni fra le ruote tra lui e Miki: a tal proposito si mette d'accordo con Ginta per far ingelosire Miki e di conseguenza allontanarla da Yū, ma il piano fallisce quando lui rivela tutto a Miki. Dopo aver capito di non avere alcuna speranza con Yū, rinuncia definitivamente e comincia a provare dei sentimenti proprio verso Ginta, il quale la ricambia. Sembra smorfiosa, ma in realtà è molto sincera e romantica, e non prende mai nulla con leggerezza. Frequenta il liceo Sakaki ed è una delle più forti nel club di atletica, specializzata nella velocità; in seguito fa l'università alla Toryo insieme a Ginta e Miki. In little, ambientato 13 anni dopo, lavora per una società estera, che la porta a trasferirsi a Londra per tre anni. Intanto, dopo la laurea, ha sposato Ginta, il quale voleva subito un figlio da lei, ma presa dal lavoro Arimi non considerò la cosa, deludendo le aspettative del marito; resasi conto che probabilmente lui non l'avrebbe aspettata, gli invia dall'Inghilterra i fogli per il divorzio, ma Ginta fraintende, credendo lo voglia lasciare, e il rapporto tra i due si raffredda; tornata in Giappone, Arimi capisce che i sentimenti di Ginta verso di lei non sono affatto cambiati e i due riprendono felicemente il loro matrimonio, decisa a dare un figlio all'uomo.
Satoshi Miwa (三輪 悟史?, Miwa Satoshi, in Italia Steave)
Doppiato da: Shin'ichirō Ōta (ed. giapponese), Diego Sabre (ed. italiana)
È il presidente del consiglio studentesco della Toryo e frequenta il terzo anno. Diventa molto amico di Yū e per un periodo si pensa che i due abbiamo una relazione amorosa: in realtà sta solamente aiutando il ragazzo a trovare il suo vero padre, che si rivela non essere nemmeno Yoshimitsu Miwa, famoso architetto e padre di Satoshi. È il seduttore per eccellenza, amato da molte ragazze, ma lui concentra ogni suo sforzo su Meiko. È lui che spinge la ragazza a scrivere un romanzo, con la quale ha un periodo di avvicinamento dopo la rottura di lei con Namura. Tuttavia, tra i due non sboccia l'amore e, saputo che Meiko è tornata con Namura, rinuncia a lei per sempre. In little, ambientato 13 anni dopo, gestisce uno studio di architettura insieme a Yū. Nel frattempo si è sposato e ha avuto una bambina, Airi.
Shin'ichi Namura (名村 慎一?, Namura Shin'ichi, in Italia Nik Namura)
Doppiato da: Tōru Furuya (ed. giapponese), Marco Balzarotti (ed. italiana)
È un professore del liceo Toryo, ex-studente della scuola, chiamato affettuosamente "Na-chan" dagli studenti. È tornato per fare l'allenatore di tennis e insegnante d'inglese. Sviluppa dei sentimenti per Meiko, che sono ricambiati. Tuttavia, poiché lei è una studentessa, devono mantenere la loro relazione segreta. Ma quando il loro rapporto viene scoperto, Namura viene coinvolto in un grande scandalo; inoltre, temendo di essere un ostacolo per Meiko, si dimette e torna nella sua città natale di Hiroshima per prendere in consegna l'azienda immobiliare di famiglia. Namura cerca di stare lontano da Meiko, ma i due talmente innamorati, raggiungono un accordo: non appena Meiko avrà 17 anni (l'età in cui ci si può sposare senza l'approvazione dei genitori), andrà con lui a Hiroshima non solo per sposarlo, ma anche per studiare letteratura e diventare una scrittrice. Alla fine, l'accordo viene rispettato e i due si sposano. In little, ambientato 13 anni dopo, vive con Meiko a Hiroshima, con la quale ha avuto un figlio, Aoi.
Tsutomu Rokutanda (六反田 務?, Rokutanda Tsutomu, in Italia William)
Doppiato da: Kazunari Tanaka (ed. giapponese), Nicola Bartolini Carrassi (ed. italiana)
È il cugino di Ginta, follemente innamorato di Arimi, anche se alla fine accetta la sconfitta quando il cugino gli rivela di starci insieme. Considera Yū e Ginta suoi eterni rivali, sfidandoli sempre in qualsiasi cosa. Ha lo stesso carattere irascibile del cugino e anche lui gioca bene a tennis. Dopo aver rinunciato ad Arimi perché sta con Ginta, trova l'amore in Yayoi, una ragazza conosciuta al tempio in occasione dell'anno nuovo.
Suzu Sakuma (佐久間 すず?, Sakuma Suzu, in Italia Susy)
Doppiata da: Sakura Tange (ed. giapponese), Debora Magnaghi (ed. italiana)
È la cugina di Satoshi, nonché una star della televisione, che, notando una foto di Yū sulla scrivania di una agenzia pubblicitaria (nella quale lavora la madre di Yū) e trovandolo molto carino, chiede di poter girare il suo prossimo spot insieme a lui. Frequenta le scuole medie e porta sempre con sé una macchina fotografica, con cui immortala tutto ciò che vede e le piace. In seguito, Yū le dà delle ripetizioni di inglese, dando molto su cui pensare a Miki, molto gelosa. Crede che quest'ultima non sia all'altezza per stare con Yū, preferendo che il ragazzo esca con Meiko o con lei direttamente; cerca di distruggere la storia tra i due, facendo credere che Miki esca con Kei e che a Meiko piaccia Yū. Tuttavia, presa dai sensi di colpa, chiede scusa per tutto quello che ha fatto e comincia ad uscire proprio con Kei, che ammira per il suo talento nel suonare il pianoforte. In little, ambientato 13 anni dopo, continua a fare la modella e a lavorare in televisione. Convive con Kei, e vorrebbe che questi le facesse la proposta di matrimonio, ma lui non dà molta importanza alla cosa. Suzu crede così di non interessargli abbastanza; aiutata da Shirahata, amico e membro del gruppo in suona anche Kei, riesce nel suo intento.
Kei Tsuchiya (土屋 蛍?, Tsuchiya Kei, in Italia Alessandro)
Doppiato da: Akira Ishida (ed. giapponese), Davide Garbolino (ed. italiana)
È il collega di Miki alla gelateria Bobson's ed è un pianista di talento, che però ha smesso di comporre: infatti lui suonava per divertimento, ma quando questo è diventato un vero e proprio impegno, non sopportò i ritmi lavorativi e mollò tutto, andando a vivere da solo via da casa. S'innamora a prima vista di Miki, arrivando a mentire affinché lei e Yū si lasciassero; scoperte le sue menzogne, Miki lo giudica immaturo, ma lo perdona. Dopo qualche tempo, decide di ritornare a fare musica, lasciando il lavoro part-time alla gelateria e promettendo a Miki di ritornare presto. Quando Yū va a studiare all'estero, le offre il suo sostegno sincero e incondizionato, dicendole che non ha bisogno di avere il ragazzo al suo fianco e di dimenticarlo completamente; Miki apprezza la sua compagnia, ma Kei capisce che non può competere contro Yū e la lascerà andare. Più tardi, comincia a provare dei sentimenti per Suzu. In little, ambientato 13 anni dopo, è un affermato pianista, sempre impegnato tenendo concerti; suona in gruppo. Nel frattempo si è fidanzato con Suzu, con la quale convive. Non dà molta importanza al matrimonio ed è molto timido riguardo ai suoi sentimenti verso Suzu; grazie a uno stratagemma ideato da quest'ultima e dal compagno nel gruppo Shirahata, decide di chiedere la mano di Suzu.

I personaggi principali nella copertina italiana del Illustration Book. A sinistra: Yū e Miki. A destra: Arimi, Ginta e Meiko

## Altri personaggi
Jin Koishikawa (小石川 仁?, Koishikawa Jin, in Italia solo Jin)
Doppiato da: Hideyuki Tanaka (ed. giapponese), Alberto Olivero (ed. italiana)
È il padre di Miki e lavora come contabile in una banca. Ha sposato Rumi dopo la rottura con la sua vecchia fidanzata, Chiyako. Lui e Rumi sono andati a vivere in Inghilterra e lì hanno avuto Miki, ma in seguito sono tornati in Giappone. Sfogliando un album di fotografie, Yū crede sia Jin il suo vero padre, rendendo lui e Miki fratellastri, ma si tratta tutto di un equivoco: ai tempi dell'università, è vero che Jin e Chiyako stavano assieme e lei rimase incinta, ma si lasciarono e successivamente perse il bambino a causa di un aborto spontaneo. Dopo il viaggio alle Hawaii, rincontra Chiyako e suo marito Youji e, insieme a Rumi, i quattro decidono di scambiarsi i partner: così Jin ritorna con Chiyako, mentre Rumi con Youji. Alla fine della serie annuncia di aspettare un figlio da Chiyako: in little, ambientato 13 anni dopo, il bambino è Saku Koishikawa.
Rumi Matsuura (Koishikawa) (松浦（小石川） 留美?, Matsuura (Koishikawa) Rumi, in Italia solo Rumi)
Doppiata da: Yōko Kawanami (ed. giapponese), Daniela Trapelli (ed. italiana)
È la madre di Miki, allegra, dolce, un po' infantile e famosa per essere pessima in cucina. Il suo cognome da nubile è Kojima (児嶋?, Kojima). Lavora in una società di cosmetici. Ha sposato Jin, ma in seguito ritorna con Youji, suo vecchio amore. Alla fine della serie annuncia di aspettare un figlio da Youji: in little, ambientato 13 anni dopo, la bambina è Rikka Matsuura.
Youji Matsuura (松浦 要士?, Matsuura Yōji, in Italia Bart)
Doppiato da: Bin Shimada (ed. giapponese), Gianfranco Gamba (ed. italiana)
È il padre di Yū, maturo e arguto, e lavora in una società commerciale. È bravo in matematica, ma scarso ai videogiochi. Inizialmente sposa Chiyako, dopo che questi è stata lasciata incinta da Jin, ma perse il bambino; in seguito, lui e la moglie ebbero Yū. Dopo aver lasciato Chiyako, ritorna da Rumi, suo vecchio amore. Alla fine della serie annuncia di aspettare un figlio da Rumi: in little, ambientato 13 anni dopo, la bambina è Rikka Matsuura.
Chiyako Koishikawa (Matsuura) (小石川（松浦） 千弥子?, Koishikawa (Matsuura) Chiyako, in Italia Katia)
Doppiata da: Hiroko Emori (ed. giapponese), Patrizia Scianca (ed. italiana)
È la madre di Yū, un'ottima cuoca che lavora per una società di cosmetici. Il suo cognome da nubile è Namiki (並木?, Namiki). Va d'accordo con Miki, pur non essendo invadente su di lei. In passato ha lavorato per l'architetto Yoshimitsu Miwa, il quale si era infatuato di lei, ma Chiyako lo respinse. Quando frequentava l'università è stata con Jin, ma egli la lasciò prima che ella gli potesse dire di essere incinta; successivamente perse il bambino, e si sposò con Youji, che Yū crede non sia suo padre, ma l'amore per Jin, la porta a lasciarlo e a ritornare dal suo vecchio amore. Alla fine della serie annuncia di aspettare un bambino da Jin: in little, ambientato 13 anni dopo, il bambino è Saku Koishikawa.
Eisaku Namiki (並木 英策?, Namiki Eisaku)
Compare solo nel manga. È il cugino, ma considerato fratello, di Chiyako e ha vissuto sempre con lei da quando, ai tempi delle scuole medie, perse i genitori in un incidente; quest'ultima è stata il suo primo amore, ma ben presto la cotta si trasformò in amore fraterno. Fa il professore all'università in Germania; ha due gemelline dell'età di 3 anni, Maho e Mayu. Nella ricerca del suo vero padre, Yū sospetta che anche Eisaku potrebbe esserlo, ma questi gli risponde negativamente. In little, ambientato 13 anni dopo, torna in Giappone in occasione del matrimonio di Yū e Miki.
Maho Namiki (並木 真穂?, Namiki Maho) & Mayu Namiki (並木 真優?, Namiki Mayu)
Compaiono solo nel manga. Sono le due gemelline di 3 anni, figlie di Eisaku. Danno del filo da torcere a Miki e Yū quando, per sbaglio, li vedono baciarsi; sono molto carine e furbe, tanto da farsi portare al luna park in cambio del loro silenzio. In little, ambientato 13 anni dopo, sono cresciute e tornano in Giappone con il padre Eisaku in occasione del matrimonio di Yū e Miki.
Ryoko Momoi (桃井 亮子?, Momoi Ryōko, in Italia Romi)
Doppiata da: Megumi Urawa (ed. giapponese), Roberta Gallina Laurenti (ed. italiana)
Compare solo nell'anime. È un'insegnante del liceo Toryo, che prende il posto di Namura nella classe di Miki una volta che questi si licenzia. Allena la squadra femminile di tennis ed è popolare tra gli studenti. È amica di Kijima e Namura fin dai tempi dell'università, ed era fidanzata col primo, ma sempre stata innamorata del secondo. Tuttavia non corrisposta, più tardi si avvicina molto ad Akira, proprietario del negozio di arredamento in cui lavora anche Miki.
Takuji Kijima (木島 拓路?, Kijima Takuji, in Italia Freddie)
Doppiato da: Ken Yamaguchi (ed. giapponese), Gianluca Iacono (anime) / Nicola Bartolini Carrassi (film) (ed. italiana)
Compare nell'anime e, molto raramente, nel manga. È il datore di lavoro di Yū, nonché proprietario di un negozio di abbigliamento, il Junk Jungle. Ha i capelli lunghi e porta sempre gli occhiali da sole. È amico dai tempi del liceo di Namura e Ryoko, ma finita la scuola si trasferì in America e si lasciò con quest'ultima; lì conobbe Rei, sua futura moglie, e tornò con lei in Giappone.
Anju Kitahara (北原 杏樹?, Kitahara Anju, in Italia Angela)
Doppiata da: Kikuko Inoue (ed. giapponese), Monica Mantegazza (ed. italiana)
Compare solo nell'anime. È un'amica d'infanzia di Yū, che vede alla stazione dopo molto tempo. È una ragazza calma e pacata, da sempre innamorata di Yū, ma quando scopre che lui sta insieme a Miki, rispetta la loro relazione e non interferisce mai tra loro. Ha dei problemi al cuore e durante la vigilia di Natale viene ricoverata d'urgenza all'ospedale; decide così di andare in America, a Boston, dove riceve le cure necessarie per continuare a vivere. Riappare in seguito, quando Yū la rincontra tra le vie di New York. Stringe una sincera amicizia con Will.
Yayoi Takase (高瀬 弥生?, Takase Yayoi, in Italia Lisa)
Doppiata da: Miki Inoue (ed. giapponese), Giusy Di Martino (ed. italiana)
Compare solo nell'anime. È una ragazza dolce di cui Tsutomu s'innamora. Dopo che un ragazzo rifiuta il suo cioccolato di San Valentino, è determinata a trovare l'amore, che si rivela essere Tsutomu.
Saho Takayama (高山 佐保?, Takayama Saho)
Compare solo nel manga. È una compagna di corso di Yū all'Università di Kyoto; è nata a Shizuoka. È innamorata di Yū, ma non viene corrisposta.
Michael Grant (マイケル・グラント?, Maikeru Guranto)
Doppiato da: Hikaru Midorikawa (ed. giapponese), Gualtiero Scola (ed. italiana)
Compare solo nell'anime. È un ragazzo proveniente da New York per uno scambio culturale, che viene ospitato a casa di Yū e Miki. S'innamora di quest'ultima a prima vista e vuole che ella lasci Yū per mettersi con lui. Per questo non vede di buon occhio Kei, anche lui innamorato della ragazza e deciso a conquistarla. È ottimista ed è molto affascinato dal Giappone e dalle sue tradizioni, tanto da parlare perfettamente la lingua. Quando capisce che Miki non può stare senza Yū, decide di mettersi da parte, e diventa molto amico di Anju.
Brian Grant (ブライアン・グラント?, Buraian Guranto)
Doppiato da: Toshiyuki Morikawa (ed. giapponese), Fabrizio De Giovanni (ed. italiana)
Compare solo nell'anime. È il fratello maggiore di Michael che vive a New York e va alla stessa scuola di Yū, quando questi si trova in America. È un tipo irascibile e inizialmente è infastidito dalla nuova presenza di Yū, perché sembra che interessi a Jinny, di cui è molto innamorato, ma che lei continuamente respinge; i due successivamente diventano buoni amici. Quando Jinny diventa la fidanzata di Will ci rimane molto male, ma accetta i sentimenti di Doris.
Jinny Golding (ジニー・ゴールディング?, Jinī Gōrudingu)
Doppiata da: Yuka Koyama (ed. giapponese), Marcella Silvestri (ed. italiana)
Compare solo nell'anime. È una ragazza bella e vanitosa, compagna di classe di Yū alla St. Andrews in America. S'innamora perdutamente di Yū dal primo momento che lo vede, ma viene respinta da questi quando le rivela di avere già la ragazza che lo aspetta in Giappone, Miki; tuttavia questo non la ferma, e quando Miki va in America a trovare Yū, si presenta a questa come sua nuova fidanzata, lasciandola sconvolta; in seguito, capendo di aver sbagliato, chiede scusa a Yū per aver causato dei problemi, e lo incoraggia a chiarire con Miki. È oggetto di attenzioni da parte di Brian, ma a lei sembra non interessare. Quando vede Anju e Will stare tutto il tempo assieme, capisce di provare qualcosa per quest'ultimo e i due si dichiarano, nonostante all'inizio lei pensasse che il ragazzo fosse gay.
Doris O'Connor (ドリス・オコナー?, Dorisu Okonā)
Doppiata da: Shiho Niiyama (ed. giapponese), Dania Cericola (ed. italiana)
Compare solo nell'anime. È la compagna di stanza di Jinny alla St. Andrews, nonché sua migliore amica. A differenza di Jinny, è molto più timida e con i piedi per terra. È una buona confidente e questo la porta ad essere considerata una semplice amica anche da parte dei ragazzi. È innamorata, e successivamente ricambiata, di Brian e le confessa il suo amore dopo che Jinny e Will si mettono insieme.
William "Will" Matheson (ウィリアム・マセソン 〈ウィル〉?, Uiriamu Maseson "Uiru", in Italia William "Willy")
Doppiato da: Nobuyuki Hiyama (ed. giapponese), Claudio Moneta (ed. italiana)
Compare solo nell'anime. È il compagno di stanza di Yū alla St. Andrews e amico di Brian. È molto gentile, ma non esita ad usare la rabbia in alcuni casi. Diventa molto amico di Anju, con cui condivide molte cose in comune. Molti all'interno della scuola pensano sia gay, ma in realtà si comporta in questo modo per stare vicino a Jinny, di cui è innamorato; alla fine i due si fidanzano.
I Gastman (ガストマン?, Gasutoman)
Doppiati da: Mami Matsui (Gastman), Yūko Nagashima (Gastman α (Alpha)), Tomoko Maruo (Gastman β (Beta)), Shiho Niiyama (Gastman Z (Zeta)) e Chie Satō (Gastman Ω (Omega)) (ed. giapponese), Patrizia Scianca (Gastman e Gastman Ω (Omega)), Nicola Bartolini Carrassi (Gastman α (Alpha)), ? (Gastman β (Beta)) e ? (Gastman Z (Zeta)) (ed. italiana)
Compaiono nel film Quello stesso giorno a casa di Yū. Sono cinque bambini che giocano a fare i supereroi, e Miki si mette a scherzare con loro, facendo finta di essere "il mostro salvietta Koishikawa".